# Sophie Hannah
Sophie Hannah (ur. 1971 w Manchesterze) – brytyjska poetka i powieściopisarka. Autorka serii kryminałów psychologicznych publikowanych w 27 krajach.

## Kariera pisarska
Studiowała na University of Manchester. W wieku 24 lat opublikowała swój pierwszy tomik poezji. W 2013 r. została laureatką Specsavers National Book Award w kategorii Thriller & Crime Novel of the Year za powieść The Carrier. W 2014 r. napisała książkę Inicjały zbrodni, stanowiącą kolejną powieść z cyklu przygód Herkulesa Poirot, postaci wykreowanej przez Agathę Christie. Książka powstała przy poparciu oraz autoryzacji spadkobierców Christie.

## Twórczość literacka
- Poezja
  - Early Bird Blues, 1993
  - Second Helping of Your Heart, 1994
  - The Hero and the Girl Next Door, 1995
  - Hotels Like Houses, 1996
  - Leaving and Leaving You, 1999
  - Love Me Slender: Poems About Love, 2000
  - First of the Last Chances, 2003
  - Selected Poems, 2006
  - Pessimism for Beginners, 2007
- Książki dla dzieci
  - Carrot the Goldfish, 1992
  - The Box Room, Poems for Children, 2002

- Seria The Waterhouse and Zailer (Konstabl Simon Waterhouse)
  - Little Face, 2006 (pol. Buźka, Wydawnictwo Literackie; Twarzyczka, GJ Gruner Jahr)
  - Hurting Distance, 2007
  - Na ratunek (The Point of Rescue, 2008)
  - Druga połowa żyje dalej (The Other Half Lives, 2009)
  - A Room Swept White, 2010
  - Lasting Damage, 2011
  - Kind of Cruel, 2012
  - The Carrier, 2013
  - Błąd w zeznaniach (The Telling Error, 2014)
  - The Narrow Bed, 2016

- Seria Herkules Poirot
  - Inicjały zbrodni (The Monogram Murders), 2014
  - Zamknięta trumna (Closed Casket), 2016
  - Zagadka Trzech Czwartych (The Mystery of Three Quarters), 2018
  - Morderstwa w Kingfisher Hill (The Killings at Kingfisher Hill), 2020

- Pozostałe
  - Gripless, 1999
  - Cordial and Corrosive: An Unfairy Tale, 2000
  - The Superpower of Love, 2002
  - The Fantastic Book of Everybody's Secrets, 2008 - zbiór opowiadań
  - The Orphan Choir, 2013
  - A Game for All The Family, 2015
  - Did You See Melody?, 2017